# Septembre 1879

## Événements
- Muteesa Ier, kabaka (roi) du Bouganda demande aux Pères blancs de le baptiser. Un mois plus tard, il fait des ouvertures aux musulmans, puis finalement revient à la religion traditionnelle.
- Septembre - octobre : le gouverneur du Sénégal Brière de l'Isle envoie le capitaine Joseph Simon Gallieni à Ségou pour y négocier un nouveau traité avec le sultan Ahmadou. Il crée à la fin de l'année le poste de Bafoulabé, au confluent du Bakoy et du Bafing, premier maillon d’une chaîne destinée à relier le haut Sénégal au delta central nigérien.

- 3 septembre : assassinat de l’envoyé britannique en Afghanistan, Louis Cavagnari, qui remet en cause le traité de Gandamak.

- 10 septembre : Lat Dyor Diop, damel (roi) du Cayol (Sénégal) sous protectorat français et fermement opposé à la colonisation, signe à regret le traité de construction de la ligne de chemin de fer Dakar-Saint-Louis du Sénégal, dans lequel il pressent, à juste titre, la fin de son autonomie.
  - Jean Jauréguiberry, ancien gouverneur du Sénégal nommé ministre de la marine en février, fait adopter le projet de chemin de fer Sénégal-Niger. La Chambre des députés vote les crédits destinés à financer les études préliminaires relatives au Transsaharien. Le nouveau président du Conseil français Freycinet, nommé en décembre, est partisan de la construction du Transsaharien et de la « conquête pacifique » de l’Afrique par les chemins de fer et autres moyens de transport modernes.

## Naissances
- 13 septembre : Tsutomu Sakuma, officier naval japonais († 4 avril 1910).
- 28 septembre : David Koigen, sociologue russo-allemand († 7 mars 1933).
- 29 septembre : Alexandre Marius Jacob, anarchiste, idéaliste, cambrioleur français († 28 août 1954).

## Décès
- 17 septembre : Eugène Viollet-le-Duc, architecte, ingénieur et écrivain français.